# Бечін
Бечін — околиця міста Мілас, районний центр, який розташований на півдні району Мугла. Він був внесений до Тимчасового списку всесвітньої спадщини ЮНЕСКО у 2012 році. 

## Історія
У Бечіні протягом усієї його історії проживало багато різних цивілізацій, включаючи римлян, ментешеоулларі та османів.  
Наприкінці 13 століття його захопло Бейлікато де Ментеше — князівство, засноване туркменським племенем. Бечін став столицею Бейлікато і швидко розширювався.  
У 1333 р. Ібн Баттута відвідав Бечін, описав його як недавно засноване місто та згадав про його будинки та мечеті. 
Більшість пам'ятників, що там залишилися, мають своє походження з XIV століття. 
Поселення існувало до 1980-х.

## Пам'ятки
Середньовічний ансамбль 13 квітня 2012 року було додано до орієнтовного списку Туреччини для подання заявки на включення до списку Всесвітньої спадщини ЮНЕСКО у культурній категорії.  
Такі споруди, як Кизиль Хан, Кара-Паша Хан, двір емірів, пансія Ормана, нова церква та візантійська каплиця — є археологічними рештками. 
За даними Міністерства культури, Бечін відображає архітектуру Бейліката (з 14 століття) та характеризує життя давньоруських турецьких поселень. 